# 東野博昭
東野 博昭（ひがしの ひろあき、1959年3月7日 - ）は、日本の放送作家、演出家。愛称「がっしゃん」。

## 来歴・人物
大阪府門真市出身。関西学院大学文学部卒業。高校の同級生北野誠とともにアマチュアコンビ「まこと&がっしゃん」を結成し、「お笑いスター誕生!!」（日本テレビ）に出演する。3週勝ち抜き実力派コンビであったが1年でコンビ解消。その後北野は大学卒業後松竹芸能に所属しタレントデビュー、東野は大学卒業後一度は中学校の社会科講師をするも赴任先の学校が荒れていたこともあってか、笑いの仕事を捨てきれず半年後、放送作家に転向する。
構成作家ちろりんとして活躍し、現在はテレビプロデューサーで毎日放送制作局次長の浜田尊弘とは関学時代からの友人である。
1986年にタレントの斉藤ゆう子と結婚したが、その後間もなくして、離婚している。離婚の時には友人の桂雀々が尽力してくれた旨を、雀々没後に明らかにしている。
1999年から活動拠点を大阪から東京へと移し、舞台・脚本等に加え自らのライブ活動の仕事を精力的に行っている。この際は「東野ひろあき」名義で活動することもある。

## 担当番組
- MBS
  - 4時ですよ～だ
  - あどりぶランド
  - サタモニ!
  - ちちんぷいぷい
- ABC
  - プロポーズ大作戦
  - キスした?SMAP
  - ハイヒールのどんなんかな予備校
- ytv
  - おもしろサンデー
  - たかじんnoばぁ～
  - 大阪ほんわかテレビ

他

## 関連人物
- 上岡龍太郎
- やしきたかじん
- 北野誠
- 斉藤ゆう子
- ダウンタウン
- 浜田尊弘（ちろりん）他